# Los ojos vendados
Los Ojos Vendados es un film de suspense dramático español estrenado en 1978 dirigido por Carlos Saura. La trama gira en torno a los protagonistas Emilia (Geraldine Chaplin), y su parejo, Luis (José Luis Gómez), un director de teatro español frustrado que, después de una visita a Francia, en la que va a presenciar una indagación sobre violaciones de derechos humanos realizados por la dictadura de la Junta Militar en Argentina, intenta realizar, junto con su pareja, una producción teatral que responda a algunas de las preocupaciones políticas más urgentes de la época en los dos respectivos países.

## Trama
Luis se enamora de Emilia, una actriz extranjera cuyos rasgos físicos le recuerdan a una mujer argentina exiliada que él había visto  brevemente en Francia. Aquella mujer (cuyo nombre, al parecer, nunca logramos conocer) había dado testimonio oral, delante del público allí presente, de los varios maltratos y abusos que habría sufrido por manos de los agentes de la dictadura militar en su país. A partir de esta experiencia que le va a afectar profundamente, Luis, que es director de teatro, decide realizar una obra para un público español, junto con la colaboración de Emilia y con ella como protagonista, que represente con fidelidad y que intente recrear, prácticamente verbatim, la escena de la indagación vista por él al otro lado de la frontera. Poco a poco la relación entre Emilia y Luis se va a complicar, dado la intensidad y la dureza de la materia en cuestión. Luis empieza a imaginar visualmente y vívidamente las distintas escenas de maltrato descritas por la mujer en Francia, pero en su imaginación, la mujer tiene la cara de Emilia. Por su parte, Emilia siente temor de que nunca podrá representar con fidelidad una experiencia tan cruel como la sucedida a las víctimas de la represión militar. De pronto, Luis empieza a sentir temor de que está siendo vigilado por entidades secretas (posiblemente estatales), dado la alta carga política y polémica de su obra, y empieza a recibir mensajes de amenaza. A pesar del miedo e impulsados por sus principios éticos, Luis y Emilia deciden terminar la obra. Durante la primera función abierta al público, se ve que Emilia ha logrado darle el toque que quería a su personaje, pero no podrá haber oportunidad de discutirlo. Al final, unos hombres armados con ametralladoras entran en la sala y empiezan a disparar indiscriminadamente, matando a todos los allí presentes.

## Producción
La película sale en 1978, todavía cuando España está transitando a la democracia, y con la memoria de acontecimientos como los asesinatos de Vitoria (en 1976) y Atocha (en 1977) aun presentes (aunque en el film se puede suponer que los asesinos son agentes del gobierno argentino). La película es la primera de dos films hechas por Saura que tienen como trasfondo la dictadura militar de Argentina, la otra siendo Tango, de 1998, que en parte va a copiar la estructura de Los ojos vendados.

## Reconocimientos
34.ª edición de las Medallas del Círculo de Escritores Cinematográficos
| Categoría   | Candidato    | Resultado |
| ----------- | ------------ | --------- |
| Mejor guion | Carlos Saura | Ganador   |

La película fue presentada como parte de la selección oficial del Festival Internacional de Cannes de 1978.